# Wasilij Tomszyn
Wasilij Aleksandrowicz Tomszyn (ros. Василий Александрович Томшин; ur. 11 stycznia 1997 w Sierowie) – rosyjski biathlonista, trzykrotny medalista mistrzostw świata juniorów.

## Kariera
Pierwszy raz na arenie międzynarodowej pojawił się w 2016 roku, startując na mistrzostwach świata juniorów w Cheile Grădiştei. Zajął tam 23. miejsce w biegu indywidualnym. Na rozgrywanych dwa lata później mistrzostwach świata juniorów w Otepää zdobył złote medale w sprincie i sztafecie. Ponadto zwyciężył w sztafecie podczas mistrzostw świata juniorów w Osrblie w 2019 roku.
W zawodach Pucharu Świata zadebiutował 2 grudnia 2021 roku w Östersund, zajmując 39. miejsce w sprincie. Tym samym już w debiucie zdobył pierwsze pucharowe punkty. 12 grudnia 2021 roku w Hochfilzen wspólnie z kolegami z reprezentacji zajął trzecie miejsce w sztafecie.

## Osiągnięcia

### Mistrzostwa świata juniorów
| Rok  | Miejscowość      | Konkurencje | Konkurencje | Konkurencje | Konkurencje | Konkurencje | Konkurencje | Konkurencje |
| Rok  | Miejscowość      | IN          | SP          | PU          | MS          | RL          | MR          | SR          |
| ---- | ---------------- | ----------- | ----------- | ----------- | ----------- | ----------- | ----------- | ----------- |
| 2016 | Cheile Grădiştei | 23.         | –           | –           | –           | –           | –           | nd.         |
| 2017 | Osrblie          | 53.         | –           | –           | –           | –           | –           | nd.         |
| 2018 | Otepää           | 14.         | 1.          | 5.          | –           | 1.          | –           | nd.         |
| 2019 | Osrblie          | 23.         | 22.         | 11.         | –           | 1.          | –           | nd.         |

### Puchar Świata

#### Miejsca w klasyfikacji generalnej
| Sezon     | Miejsce |
| --------- | ------- |
| 2021/2022 |         |

#### Miejsca na podium indywidualnie
Tomszyn nie stanął na podium indywidualnych zawodów PŚ.